# Peter Wilson
Peter Wilson (n. 15 septembrie 1986, Dorchester, Anglia, Regatul Unit) este un trăgător de tir ce a reprezentat Regatul Unit al Marii Britanii și al Irlandei de Nord, medaliat olimpic. A participat la o ediție a Jocurilor Olimpice (2012) în care a câștigat o medalie de aur.

## Participări
Lista de mai jos prezintă principalele competiții la care a participat Peter Wilson de-a lungul carierei.
- shooting at the 2012 Summer Olympics – men's double trap[*]